# Donacia semicuprea
Donacia semicuprea es una especie de insecto coleóptero de la familia Chrysomelidae.
Fue descrita científicamente en 1796 por Panzer.